# Bombardement op Algiers (1816)

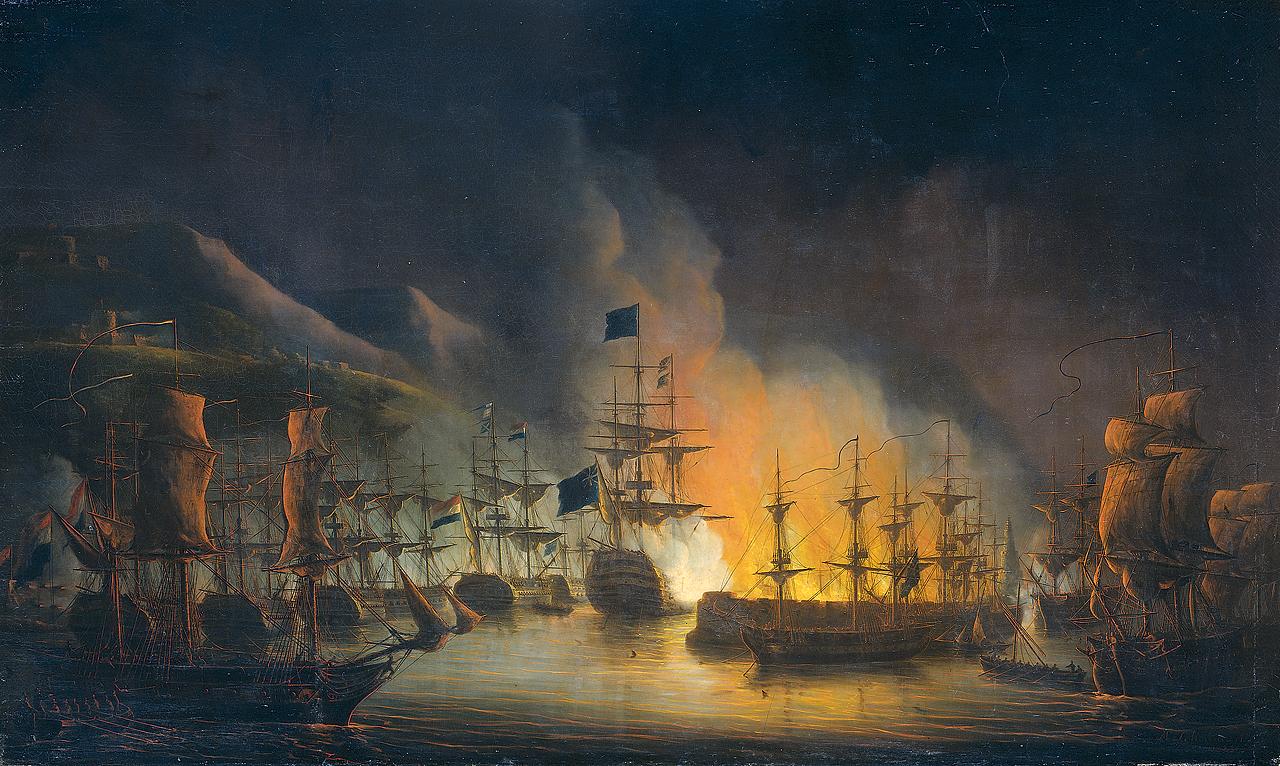
Het bombardement van Algiers, 1823, Martinus Schouman

De Bombardementen op Algiers vonden plaats op 27 augustus 1816. Een Engels-Nederlandse vloot onder leiding van admiraal lord Exmouth bombardeerde schepen en de verdedigingswerken van de haven van Algiers. Viceadmiraal Van de Capellen voerde het commando over de Nederlandse schepen.
Hoewel er meerdere keren acties werden ondernomen door verscheidene Europese en Amerikaanse marines om de Barbarijse piraterij tegen Europa door de Barbarijse staten de kop in te drukken, was de specifieke opdracht de christelijke slaven te bevrijden en het tot slaaf maken van Europeanen te stoppen. In dat opzicht was de actie deels een succes, omdat de Dey van Algiers duizend slaven liet gaan na het bombardement en een verdrag tegen de slavernij van Europeanen tekende. Bij het bombardement werd de gehele haven van Algiers platgebombardeerd. De haven herstelde zich al in een jaar tijd waarop de aanvallen op de Europese schepen verder gingen.

## Achtergrond
Na het einde van de napoleontische oorlogen in 1815 had de Engelse marine de Barbarijse staten niet meer nodig als aanvoerlijn voor Gibraltar en hun vloot in de Middellandse Zee. Er werd aanzienlijke politieke druk uitgeoefend om een einde te maken aan de praktijk van de slavernij van christenen door de Barbarijse staten.
Aan het begin van 1816 ondernam Exmouth een diplomatieke missie, gedekt door een klein eskader linieschepen naar Tunis, Tripoli en Algiers om de Deys te overtuigen het in slavernij houden van Europeanen te beëindigen en de christelijke slaven vrij te laten. De Deys van Tunis en Tripoli gingen akkoord zonder enige tegenstand, maar de Dey van Algiers bood meer verzet en de onderhandelingen waren stormachtig. Exmouth geloofde dat hij een verdrag had om het in slavernij houden van christenen te stoppen, en ging terug naar Engeland. Als gevolg van verwarrende bevelen richtten Algerijnse troepen nu een slachting aan onder 200 Corsicaanse, Siciliaanse en Sardijnse vissers, die onder Britse bescherming stonden, juist nadat het verdrag getekend was. Dit ontlokte woede in Groot-Brittannië en de rest van Europa en Exmouths onderhandelingen werden als een mislukking gezien.

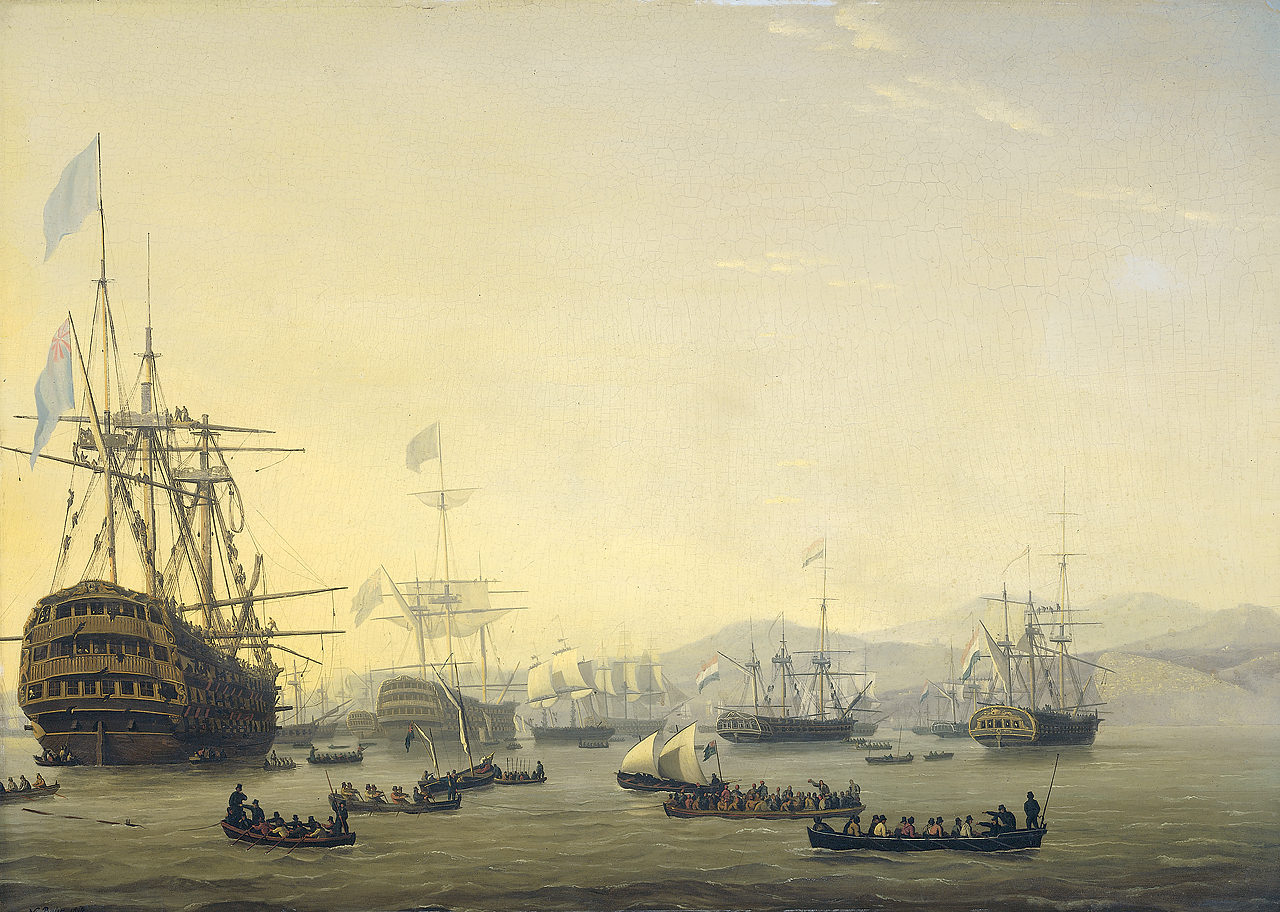
Krijgsraad aan boord van de 'Queen Charlotte' van Lord Exmouth, 26 augustus 1816, 1818, Nicolaas Baur

Daarom kreeg Exmouth het bevel weer naar zee te gaan om het werk af te maken, en de Algerijnen te straffen. Hij verzamelde een eskader van vijf linieschepen, één 50-kanonsschip en vier fregatten. HMS Queen Charlotte, met 100 kanonnen, was zijn vlaggenschip, en admiraal Milne was zijn tweede bevelhebber aan boord van de HMS Impregnable, met 98 kanonnen. Dit eskader werd door velen als onvoldoende krachtig beoordeeld, maar Exmouth had al een bescheiden overzicht van de verdedigingswerken van Algiers, hij kende de stad goed en was op de hoogte van de beperkingen van het schootsveld van het verdedigingsgeschut. Meer grote schepen zouden elkaar vooral in de weg hebben gezeten, zonder veel vuurkracht toe te voegen. Aan de hoofdvloot werd een aantal transportschepen toegevoegd om de bevrijde slaven te vervoeren en een paar sloepen voor algemene taken.
In Gibraltar voegde een eskader van vijf Nederlandse fregatten en een korvet zich bij hem, waarvoor hij afleidingsmanoeuvres plande.

## Aanvalsplan

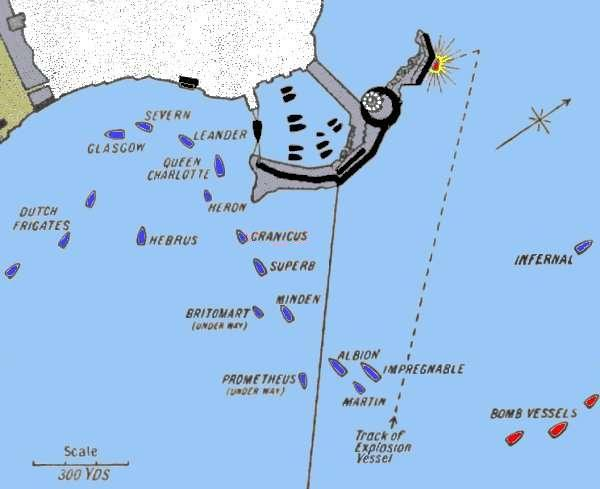
Schets van de posities van de vloot tijdens het bombardement

Het aanvalsplan voor de grotere schepen was om in een lijn te naderen. Ze zouden naar een plek varen waar de meeste kanonnen van Algiers ze niet konden bereiken. Dan zouden ze voor anker gaan en de batterijen en fortificaties op de havenpier bombarderen, om de verdediging te vernietigen. Tegelijkertijd zou de HMS Leander, met 50 kanonnen, voor anker gaan voor de havenmonding en de schepen tussen de havenpieren bombarderen. Om de Leander te beschermen tegen de kustbatterij zouden twee fregatten HMS Severn en HMS Glasgow de haven invaren en de batterij bombarderen. De verliezen aan de geallieerde zijde waren zeer zwaar.
Betrokken schepen:

(moet gecontroleerd worden)

### Geallieerden
Groot-Brittannië

Queen Charlotte 100 stukken geschut- 8 doden, 131 gewonden

Impregnable 98 - 50 doden, 160 gewonden

Superb 74 - 8 doden, 84 gewonden

Minden 74 - 7 doden, 37 gewonden

Albion 74 - 3 doden, 15 gewonden

Leander 50 - 17 doden, 118 gewonden

Severn 40 - 3 doden, 34 gewonden

Glasgow 40 - 10 doden, 37 gewonden

Granicus 36 - 16 doden, 42 gewonden

Hebrus 36 - 4 doden, 15 gewonden

Heron 18

Mutine 18

Satellite 18

Britomart 10

Cordelia 10

Jasper 10

Belzebub (gebombardeerd)

Fury (gebombardeerd)

Hecla (gebombardeerd)

Infernal (gebombardeerd) - 2 doden, 17 gewonden

Saracen

Prometheus

Nederland

Melampus 46 stukken geschut - 3 doden, 15 gewonden

Frederica Sophia Wilhelmina 44 - 5 gewonden

Diana 46 - 6 doden, 22 gewonden

Amstel 44 - 4 doden, 6 gewonden

Dageraad 32 - 4 gewonden

Eendragt 20

### Algiers
Ciotat 40 stukken geschut (Frans)

4 fregatten (44 kanonnen) - 1 teruggetrokken, rest verbrand?

5 korvetten (24-30 kanonnen) - verbrand?

30-40 kanonneer- en mortierboten - verbrand?

55 overigen?